# It's My Life (album de Sash!)
Pour les articles homonymes, voir It's My Life.
Albums de Sash!
Life Goes On
(1998)
It's My Life est le premier album du DJ Sash!. Les titres It's My Life, Encore une fois puis Ecuador et Stay furent les plus diffusées et sont ceux qui ont fait connaître Sash! au public. Les trois dernières chansons furent numéro un dans les charts américain et numéro deux dans les charts anglais.

## Pistes
Selon les pays, les titres ne sont pas le même, en particulier pour les versions remixées
1. It's My Life - 6:14
2. Encore Une Fois - 6:27
3. Ecuador (Sash! feat. Rodriguez) - 5:53
4. Mifhty Break - 5:57
5. The Final Pizzi - 5:12
6. Cheating Twister - 5:16
7. Stay (Sash! feat. La Trec) - 5:56
8. Sweat (Sash! feat. La Trec) - 5:54
9. Hoopstar (Sash! & Nonex) - 6:54
10. It's My Life (NGB remix) - 5:51
11. Encore Une Fois (Future Breeze Mix) - 6:27
12. Ecuador (Bruce Wayne Mix) - 5:50